# Біскупя-Воля
Біскупя-Воля (пол. Biskupia Wola) — село в Польщі, у гміні Чарноцин Пйотрковського повіту Лодзинського воєводства.
Населення — 531 особа (2011).

## Демографія
Демографічна структура станом на 31 березня 2011 року:
|          | Загалом | Допрацездатний вік | Працездатний вік | Постпрацездатний вік |
| -------- | ------- | ------------------ | ---------------- | -------------------- |
| Чоловіки | 269     | 62                 | 168              | 39                   |
| Жінки    | 262     | 52                 | 145              | 65                   |
| Разом    | 531     | 114                | 313              | 104                  |